# Grant Hall
Grant Terry Hall, né le 29 octobre 1991 à Brighton, est un footballeur anglais qui évolue au poste de défenseur.

## Biographie
Le 2 janvier 2012, il fait ses débuts professionnels lors d'un match de deuxième division anglaise contre Southampton.
Le 7 août 2015, il rejoint le club des Queens Park Rangers.
Le 31 juillet 2020, il rejoint Middlesbrough.